# Austin Berry
Austin Gerardo Berry Moya (ur. 5 kwietnia 1971 w Limón) – kostarykański piłkarz występujący na pozycji obrońcy.

## Kariera klubowa
Berry karierę rozpoczynał w 1989 roku w zespole LD Alajuelense. W 1991 roku, a także rok później zdobył z nim mistrzostwo Kostaryki. Na początku 1993 roku przeszedł do niemieckiego zespołu SC Freiburg z 2. Bundesligi. Zadebiutował tam 10 marca 1993 w zremisowanym 1:1 pojedynku z FC Carl Zeiss Jena, w którym strzelił także gola. W tym samym roku awansował z klubem do Bundesligi. Wystąpił w niej jeden raz, 11 grudnia 1993 w wygranym 4:1 spotkaniu z Borussią Dortmund. Graczem Freiburga był przez 1,5 roku.
W 1994 roku Berry wrócił do Kostaryki, gdzie został graczem klubu CS Herediano. Rok później ponownie trafił do LD Alajuelense. W latach 1996 i 1997 wywalczył z nim mistrzostwo Kostaryki, a w latach 1998 i 1999 wicemistrzostwo Kostaryki. W 1999 roku odszedł do gwatemalskiego zespołu Antigua GFC. Spędził tam rok, a w 2000 roku ponownie przeszedł do CS Herediano. W 2004 roku zakończył tam karierę.

## Kariera reprezentacyjna
W reprezentacji Kostaryki Berry zadebiutował w 1991 roku. W tym samym roku po raz pierwszy wziął udział w Złotym Pucharze CONCACAF, zakończonym przez Kostarykę na 4. miejscu. Wystąpił na nim spotkaniach z Hondurasem (0:2) i Meksykiem (0:2).
W 1997 roku znalazł się w drużynie na turniej Copa América, z którego Kostaryka odpadła po fazie grupowej. Zagrał na nim w meczach z Brazylią (0:5) i Kolumbią (1:4).
W 1998 roku Berry ponownie został powołany do kadry na Złoty Puchar CONCACAF. Zagrał na nim w dwóch meczach: z Kubą (7:2, gol) i USA (1:2). Tamten turniej Kostaryka zakończyła na fazie grupowej.
W 2000 roku po raz trzeci był uczestnikiem Złotego Pucharu CONCACAF, w którym tym razem Kostaryka dotarła do ćwierćfinału. Wystąpił na nim w spotkaniach z Kanadą (2:2), Koreą Południową (2:2) oraz Trynidadem i Tobago (1:1, 1:2 po dogrywce).
W 2001 roku Berry po raz drugi został powołany do kadry na Copa América. Na tamtym turnieju, który Kostaryka zakończyła na ćwierćfinale, zagrał tylko w meczu z Boliwią (4:0).
W latach 1991–2005 w drużynie narodowej Berry rozegrał łącznie 65 spotkań i zdobył 5 bramek.